# Urzicuța
Urzicuţa é uma comuna romena localizada no distrito de Dolj, na região de Oltênia. A comuna possui uma área de 60.72 km² e sua população era de 2962 habitantes segundo o censo de 2007.